# 水杜明珠
水杜 明珠（みずもり あけみ、1969年6月2日 - ）は日本のライトノベル作家。
コバルト・ノベル大賞第17回に「春風変異譚」（「コバルト・ノベル大賞8」に掲載）で入選。デビューを果たす。
コバルト文庫の『ヴィシュバ・ノール変異譚』シリーズが代表作。

## 経歴・人物
静岡県出身。日本大学短期大学部卒業。
好きな作品は、宮沢賢治の「銀河鉄道の夜」。

## 著書

### コバルト文庫

#### ヴィシュバ・ノール変異譚シリーズ
- 春風変異譚「コバルト・ノベル大賞入選作品集8」収録（1992年10月） - デビュー作でシリーズ一作目

以下イラスト：わかつきめぐみ
- ヴィシュバ・ノール変異譚(1992年9月)
- 緑陰の章 ヴィシュバ・ノール変異譚 (1993年2月)
- 影盗人の章 ヴィシュバ・ノール変異譚 (1993年7月)
- 木の音色の章―ヴィシュバ・ノール変異譚(1993年11月)
- 黒霧海域の章―ヴィシュバ・ノール変異譚 (1994年3月)
- ヴィシュバ・ノール変異譚－此糸森の章(1994年7月)
- ヴィシュバ・ノール変異－遠い空の機械の章(1994年11月)
- さすらい人の地図の章―ヴィシュバ・ノール変異譚(1995年3月)
- 暁降(あかときくた)ちの歌の章―ヴィシュバ・ノール変異譚(1995年7月)
- 海賊王の宝の章〈前編〉―ヴィシュバ・ノール変異譚 (1995年12月)
- 海賊王の宝の章〈後編〉―ヴィシュバ・ノール変異譚 (1996年05月)
- ヴィシュバ・ノールの風によせて―ゆめの雫 ねむりの波紋(1996年11月)

### その他
文庫化されていないものに「虫穴移送放送 桃源支局」がある。Cobalt本誌に掲載されたが、文庫化されていない。
- 「虫穴(ワームホール)移送放送桃源支局」《コバルト 1991年8月号》
- 「春の都に春が来る」《コバルト 1992年2月号》（虫穴(ワームホール)移送放送・桃源支局）

2013年3月現在復刊ドットコムにて、文庫化を望むリクエストが投票受付中である。